# 柯盖德大学
科尔盖特大学（英語：Colgate University）是一所坐落于美國纽约州汉密尔顿市的私立文理學院，建于1819年，有本科学约两千八百人，教授近三百人。原名麦迪逊大学（Madison University），后为感谢肥皂和牙膏制造商柯蓋德家族的支持改名为柯盖德大学。校风严谨传统，直至今日大部分学生来自于纽约和新英格兰的富裕家庭，是一所贵族文理学院。学校近年来录取率在17%左右，对国际学生提供有丰富的奖学金。柯盖德有二十余个专业，强项在于经济学、政治学和国际关系，大部分学生毕业以后从事金融服务和教育业。作为全美开展海外学习项目最早的学校，近半数学生具有海外学习半年的机会。学校冰球和美式足球实力很强，与西点军校，海军学院同属爱国者联盟。

## 校園

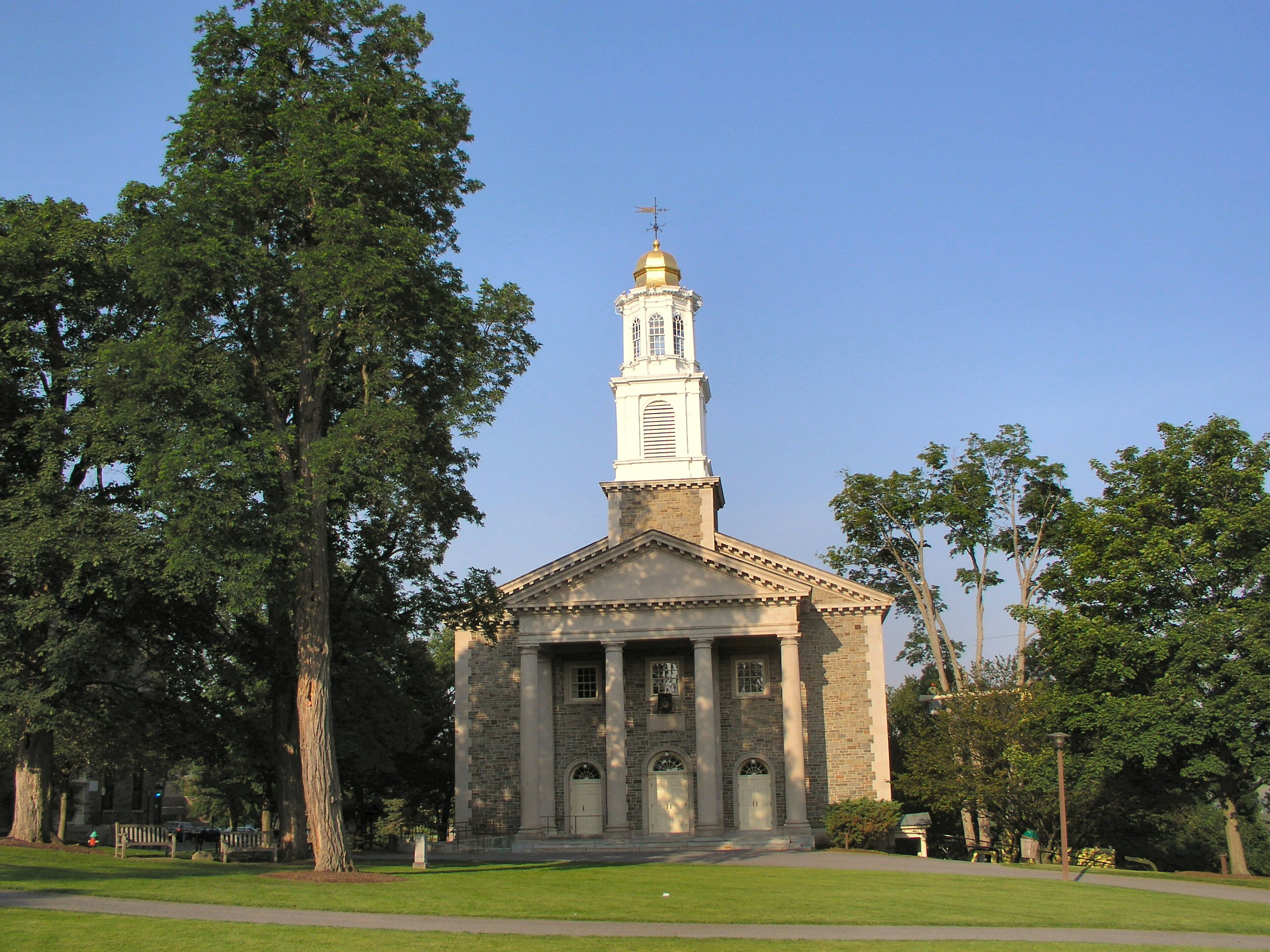
纪念礼堂 (Memorial Chapel)

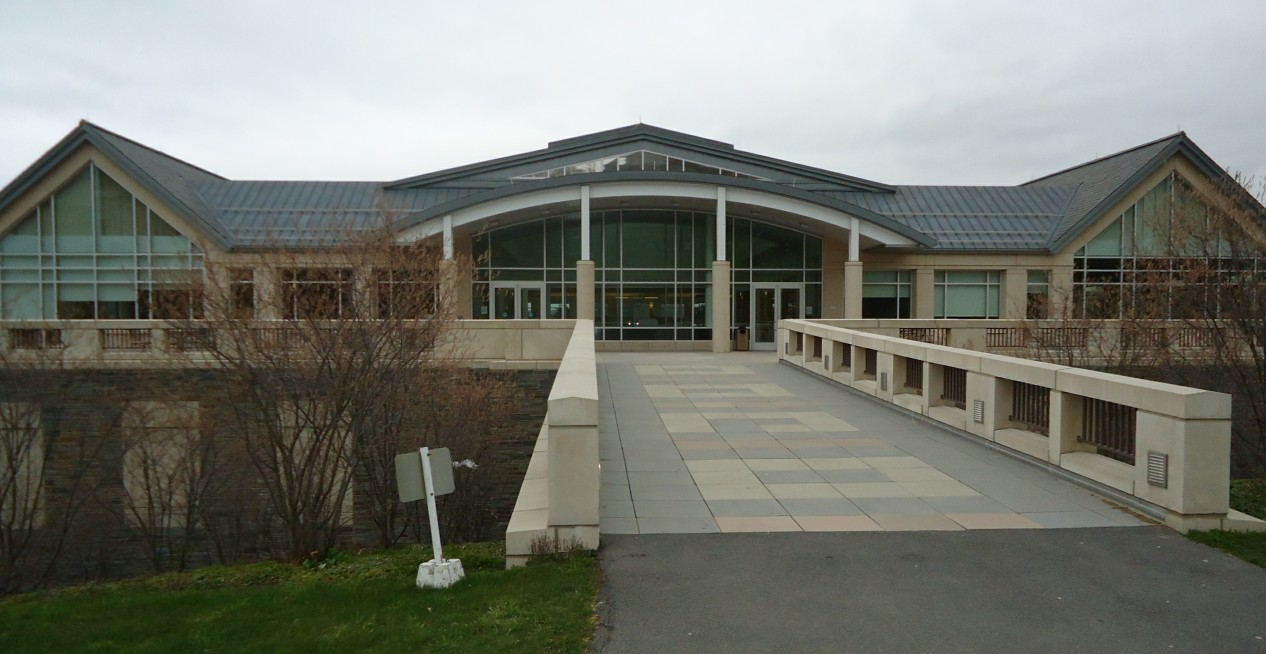
主圖書館 (Everett Needham Case Library)

科蓋德大學的教學、辦公、住宿等主要校區佔地575公畝。除此之外校園內還有一片約佔地1100公畝的小樹林。校園中最古老的建築是現在充當一年級生宿舍的西堂 (West Hall)，是1819年由學校師生用當時附近採石場的石料建成的。這個傳統延續到了現在，如今校園內大多數建築均為石製。校園內的代表性建築是紀念禮堂 (Colgate Memorial Chapel)，建於1918年，主要用於講座，藝術演出，音樂會，和宗教儀式等。老生物樓（Hascall Hall/ Old Biology Hall）建於1884年並於1973年被列入國家史蹟名錄。
大部分校園的熱量來自木材鍋爐，木材鍋爐燃燒木屑，這是一種可再生資源。由於采暖設施以生物質為燃料，因此淨碳排放量為零。幾乎所有科蓋德的電力來自尼亞加拉大瀑布的水電大壩，其餘來自於核源。校園裡還有綠色自行車項目，有二十多輛自行車出借，以鼓勵學生減少對汽車的依賴。科蓋德餐飲服務公司目前提供有機大米，豆類和其他乾食品，並致力於提供更多當地食品選擇。食堂提供的打包容器也是由天然材料製成，並且是可堆肥的。

## 学术与行政

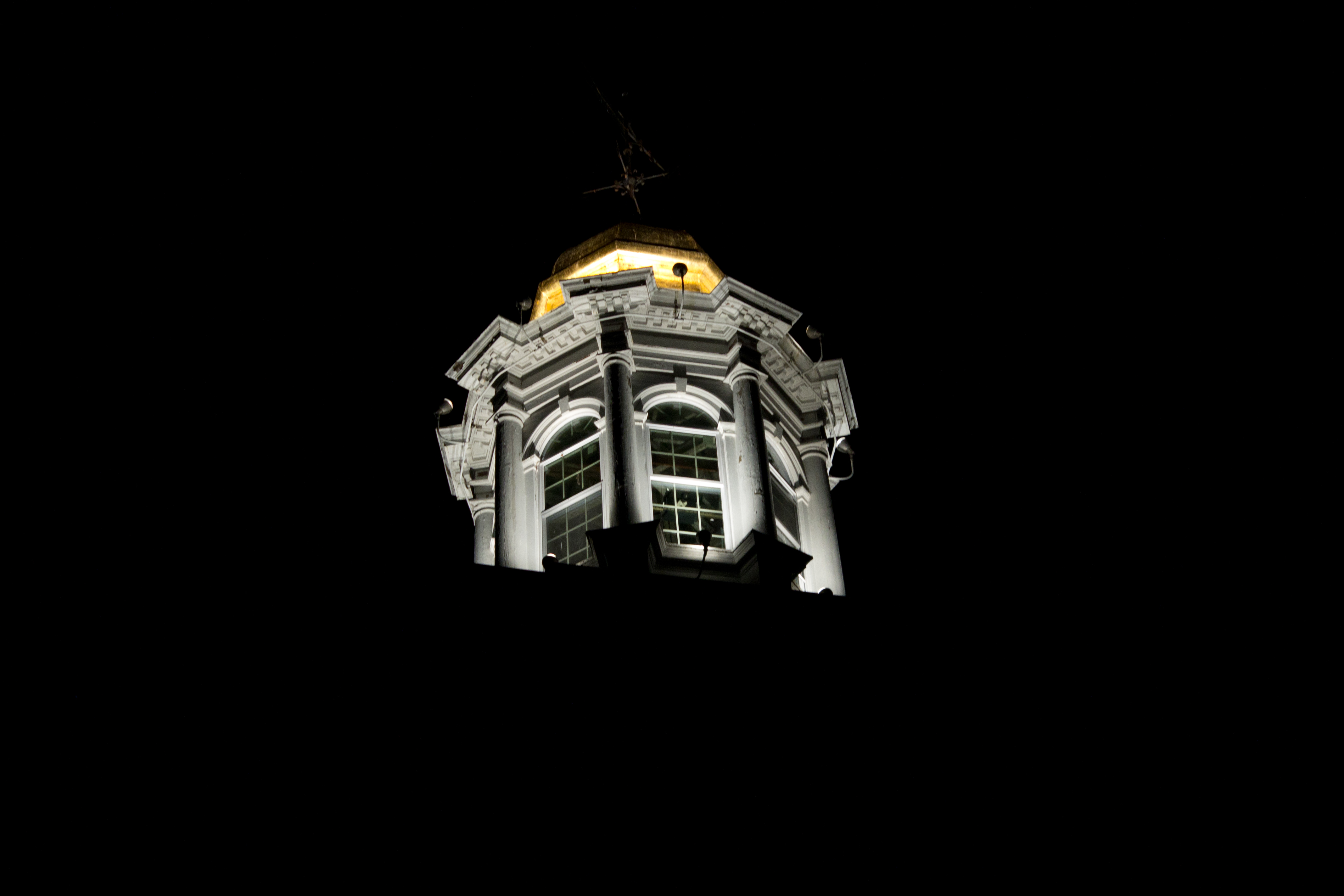
夜晚中的紀念禮堂鐘樓

科盖德提供54个本科专业，毕业学生会得到被纽约州教育部认可的艺术学士学位（Bachelor of Arts）。 学校还提供少量艺术硕士（Master of Arts）学位，每年有3-7个学生毕业。
除了常规的校园授课,科盖德每年还提供22个一学期长的校外交流项目，所在地包括英國、瑞士、澳大利亚、中国、日本、印度等国。美国国内的项目有华盛顿特区政治项目和国立卫生研究院(National Institute of Health) 项目。大约3分之2的本科生都会参加交流项目。大约95%的大四学生選擇升入法学院，商学院，医学院，工程学院和其它研究生院继续深造。柯盖德與附近的另一所文理学院漢密尔顿学院(Hamilton College)也有合作关系。
在2015年8月15日, Brian Casey被宣布为学校第17任校长，并计划与2016年9月30日就职。

### 錄取
在2019屆的招生中，科蓋德收到了來自美國國內49個州、華盛頓特區以及128個國家的入學申請。申請人數為8722名，其中27.3%的學生被錄取。錄取學生中有84%在高中時是年級前10%，95%是年級前20%。錄取平均GPA為3.8，平均SAT分數(數學和閱讀合計)為1405。錄取學生中國際學生佔7%，有29.1%的人認為自己具有「多元化」的文化身份認同，比如說可以說多門語言、有在不同國家生活的經歷、或者本身是多國/多種族混血。

### 排名
在其2019年版中，美國新聞與世界報導將科蓋德列為全國第16位最佳文理學院（與鄰近的漢密爾頓學院並列）。科蓋德在2010年被普林斯頓評論評為美國風景最漂亮的大學，並於2014年再次當選。2008年7月，科蓋德被福布斯評為全美「最易致富大學」第五名，前四名均為常青藤校。新闻周刊將科蓋德評為全美二十五所「新藤校」之一。2014年，科蓋德在美國薪資調查網站PaySacle和CollegeNet合作編纂的大學排行中位列第一。

### 校董會
科蓋德大學由一個35人的校董會管理，其中31位是校友，3位是學生家長，1位是現任校長。截至2016年3月31日，科蓋德的捐贈基金規模為8.1億美元。

## 学生生活

### 住宿与学生生活设施

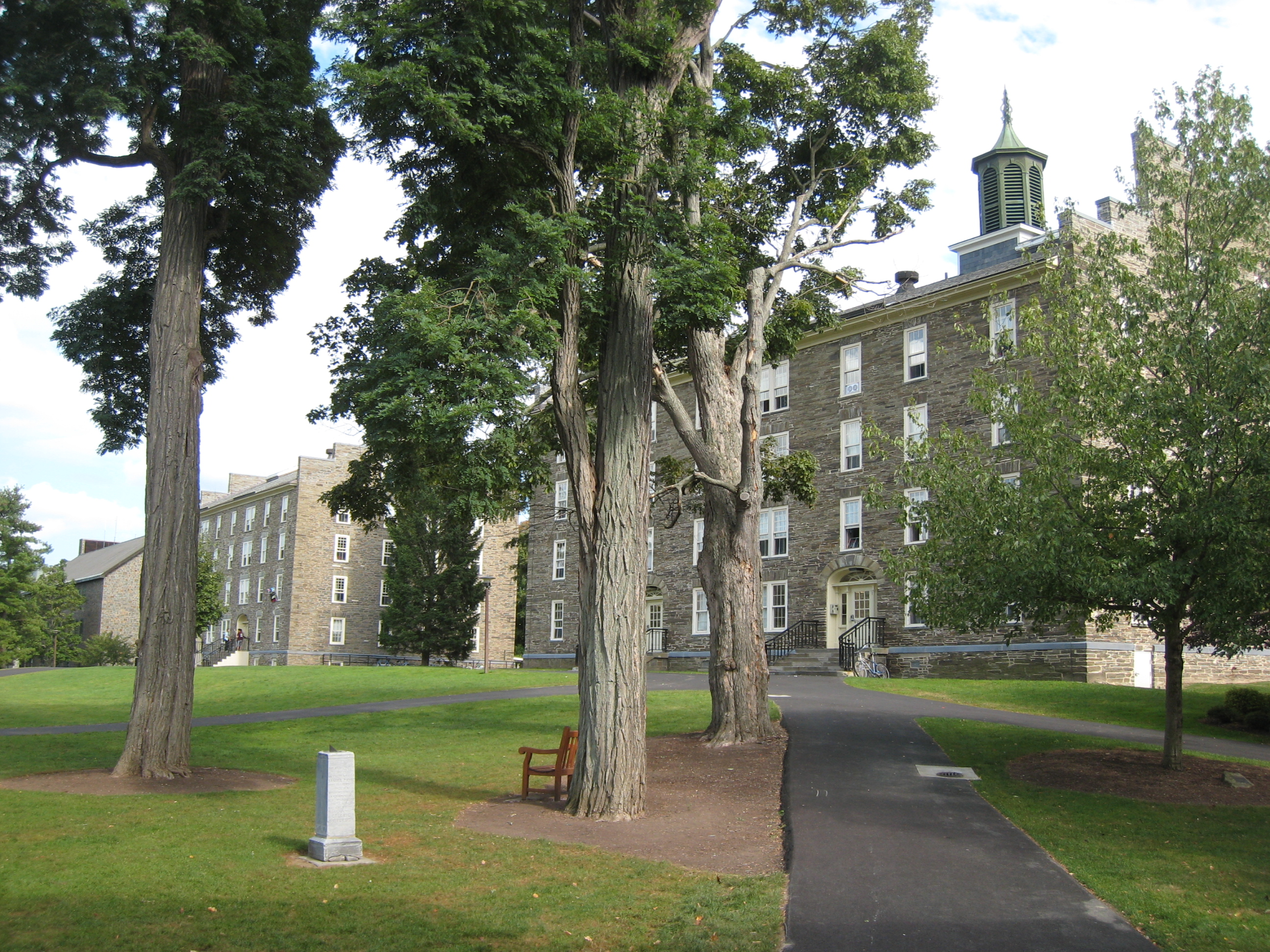
East and West Halls, the oldest residential halls of the university

科蓋德的主要教學樓集中在一座小山丘上，大一学生居住的六个宿舍位于這些教学楼附近。 大二学生可以選擇住在山上的宿舍，也可以選擇住在山下的Townhouses或位于Broad Street上的宿舍樓內。 大三和大四学生的住宿選擇更加寬廣，可以住在散佈在山下的的常規宿舍樓內，也可以和興趣相近或者文化認同相似的學生一起住在譬如「創意藝術樓」或者「亞洲樓」這樣的特別宿舍裡。學生也可選擇在校外自己租房，但是每年只有250個名額，需要抽籤。兄弟會或姊妹會有自己專屬的獨棟樓房。
校園內有一個主飯堂(Frank Dining Hall)和兩個副飯堂，主圖書館(Case Library)附屬有一個咖啡廳，學生活動中心(The O'Connor Campus Center，暱稱The Coop)內配有多個學生組織的活動室，一個副飯堂，校園郵局，電腦室，以及新落成的Blackmore媒體中心。科蓋德的校園電臺WRCU每天在此進行廣播.

### 兄弟會和姊妹會
科蓋德大學的兄弟會、姊妹會傳統可以追溯到1856年，每逢週末、休日都會有豐富的派對的狂歡。大一新生不能加入兄弟會或姊妹會，大二及更高年級生中則有45%是兄弟會或姊妹會成員。截至2014年，科蓋德共有5個兄弟會 (Beta Theta Pi, Delta Upsilon, Theta Chi, Phi Delta Theta, 和Phi Kappa Tau) 和3個姊妹會 (Gamma Phi Beta, , and Kappa Kappa Gamma) 。

### 學生組織
科蓋德大學有將近200個宗旨各異的學生組織和社團，包括學生會、學術社團、榮譽社團和各式各樣的運動、樂器、文化、宗教社團。比較具有代表性的有清唱組合The Colgate Thirteen, The Colgate Resolutions, The Swinging 'Gates, 及The Dischords，還有即興演唱社團Charred Goosebeak。很多學生在年度音樂節或有節慶時會在漢密爾頓鎮上的咖啡廳或酒館內演唱。

### 媒體
校園廣播電臺WRCU由在校學生運營，在90.1頻率上向紐約州中部放送。科蓋德學生還運營一個校內電視臺CUTV，24小時不間斷播出學生自導自演的節目和新映電影。 校報「The Colgate Maroon-News」是全美歷史最悠久的大學週報。此外還有校友發行的季刊「The Colgate Scene」。

## 傳統
在科蓋德，數字13被認為是幸運的。據說科蓋德是由十三名男子創立的，有十三美元，十三個祈禱文章和十三篇文章。這種傳統以多種方式表達。科蓋德的地址是13 Oak Drive，其郵政編碼是13346，以13開頭，最後是三位數，總計為13。Konosioni是一個高級榮譽協會，由13名男性和13名女性組成。校友在13日的每個星期五都穿科蓋德服裝，這被稱為科蓋德日。